# David Barrufet
David Barrufet Bofill (Barcelona, 4 de junho de 1970) é um ex-handebolista profissional espanhol, campeão europeu.